# Stachyphrynium sumatranum
Stachyphrynium sumatranum är en strimbladsväxtart som först beskrevs av Friedrich Anton Wilhelm Miquel, och fick sitt nu gällande namn av Karl Moritz Schumann. Stachyphrynium sumatranum ingår i släktet Stachyphrynium och familjen strimbladsväxter.
Artens utbredningsområde är Sumatera. Inga underarter finns listade.